# Winand von Petersdorff-Campen
Winand Hinrich Werner von Petersdorff-Campen (* 1. Juli 1963 in Hildesheim) ist ein deutscher Journalist und Diplomkaufmann.

## Leben
Winand von Petersdorff wurde als Sohn des Landwirts Peter von Petersdorff (1934–2016)  und dessen Frau Martha, geb. Hesse (* 1940), in Hildesheim geboren und wuchs auf dem Hof seiner Familie in Seesen am Harz auf. Er studierte er Betriebswirtschaft in Göttingen und Journalistik an der Universität Mainz. Im Dezember 1991 begann er bei der Frankfurter Allgemeinen Zeitung, wo er die regionale Wirtschaftsberichterstattung ausbaute. 2002 wechselte er als stellvertretender Ressortleiter der Wirtschaftsredaktion zur Frankfurter Allgemeinen Sonntagszeitung. 2015 zog er nach Washington, D.C., von wo aus er als Wirtschaftskorrespondent insbesondere über Geldpolitik,  globale Entwicklung und amerikanische Wirtschaftspolitik und ihre Akteure berichtet.
Sein Buch Das Geld reicht nie wurde 2008 mit dem Deutschen Wirtschaftsbuchpreis ausgezeichnet.
Er ist mit Konstanze Frischen verheiratet.
Die Journalistin Griet von Petersdorff-Campen ist seine Schwester.